# Identitat (Atenció Centrada en la Persona)
La identitat es relaciona amb el fet de saber qui és cadascú i amb tenir un sentiment de continuïtat amb el passat, així com amb el fet de tenir una història vital que es preserva, sigui per la persona amb demència, sigui pels altres en el seu lloc.
La identitat, esdevé una de les cinc necessitats psicològiques de les persones que viuen amb la demència plantejades per Tom Kitwood, juntament amb altres necessitats com confort, inclusió, ocupació i compromís.
Basant-nos en el concepte de Psicologia Social Maligna, algunes accions com infantilitzar, etiquetar o desautoritzar a la persona poden perjudicar aquesta necessitat d'identitat. En canvi, segons Kitwood, si actuem des del Treball Positiu per a la persona basant-nos en el respecte, l'acceptació i la reafirmació, podem fomentar la identitat personal.